# Steve Oram
Stephen John Oram es un actor, comediante, escritor y cineasta inglés. Es conocido por su papel en la película Sightseers (2012), que también coescribió; The World's End (2013) y Aaaaaaaah! (2015).

## Biografía
Oram nació en Leicestershire, Inglaterra.
Comenzó como comediante de personajes en los círculos de comedia y realizó varios espectáculos de comedia en el Edinburgh Fringe con su compañero Tom Meeten a principios de la década del 2000. También apareció en Ealing Live, un programa nocturno de comedia de los Estudios Ealing, donde conoció y comenzó a trabajar con Alice Lowe. Sus principales referencias para la comedia son los Monty Python y la serie The Young Ones, claves por su humor anárquico.
En 2002, Oram y Meeten escribieron y protagonizaron Matthew & Tone: Tales of Friendship and Innocence para Channel 4. Fue dirigido por Dominic Brigstocke y proyectado en la temporada 5 de la serie Comedy Lab. Oram también compuso gran parte de la música utilizada en el espectáculo.
Oram apareció en varios papeles de la televisión y de películas durante la década de 2000, incluyendo la segunda serie de People Like Us (2001), la película It's All Gone Pete Tong (2004) protagonizada por Paul Kaye, Tittybangbang (2006-07) y Suburban Shootout (2006). También interpretó a Donnie el vagabundo en la tercera serie de The Mighty Boosh (2007), escrita y protagonizada por Julian Barratt y Noel Fielding.
En 2008, su cortometraje Connections se proyectó en el Festival de Cannes como parte de la selección oficial de Straight 8.
También apareció junto a Alice Lowe como un acto de apoyo en la gira de Steve Coogan en 2008 y 2009, "Steve Coogan is.....Alan Partridge and other less successful characters".
Oram ha escrito y dirigido numerosos cortometrajes bajo el seudónimo de "Steve Aura" y lanzados por Lincoln Studios, un estudio creado por él.
Con Meeten, llevó a cabo un espectáculo de comedia de larga duración en Londres llamado Oram & Meeten's Club Fantastico.
En 2012, Oram y Lowe protagonizaron una película de comedia negra, Sightseers, de Ben Wheatley. La película fue escrita por Oram y Lowe con material adicional de Amy Jump.
Desde entonces, Oram ha encontrado papeles en películas como The World's End (2013) de Edgar Wright y Simon Pegg, The Canal (2014), Altar (2014) y Paddington (2014).
En televisión ha aparecido en la serie Wipers Times (2013) escrita por Iain Hislop y Nick Newman, un episodio de The Secrets (2014) junto a Alison Steadman y Olivia Colman, un episodio de Noel Fielding's Luxury Comedy (2014), la serie Glue de Jack Thorne (2014) y The Living and the Dead (2016).
Oram debutó como director con la película Aaaaaaaah! en 2015, en la que los personajes se comunican con gruñidos de simios por completo. Los intérpretes fueron, además del propio Oram, Julian Barratt, Toyah Willcox, Julian Rhind-Tutt, Noel Fielding y Holli Dempsey. La banda sonora de la película presenta varias pistas de los álbumes de King Crimson ProjeKcts.

## Filmografía

### Películas
| Año  | Título                   | Papel                                             | Notas                    |
| ---- | ------------------------ | ------------------------------------------------- | ------------------------ |
| 2002 | Ant Muzak                | Marco                                             | Cortometraje             |
| 2004 | It's All Gone Pete Tong  | Blinky                                            |                          |
| 2005 | The Wingnut Tapes        | Padre                                             | Cortometraje. Coescritor |
| 2008 | Connections              | Hombre                                            | Escritor/director        |
| 2011 | Kill List                | Reportero de radio                                |                          |
| 2012 | Sightseers               | Chris                                             | También coescritor       |
| 2013 | Welcome to the Punch     | Periodista                                        |                          |
| 2013 | The World's End          | Policía motorizado                                |                          |
| 2014 | The Last Summer On Earth | Ginger Goofball                                   | Cortometraje. Coescritor |
| 2014 | Cuban Fury               | Guardia de seguridad Kevin                        |                          |
| 2014 | The Canal                | McNamara                                          |                          |
| 2014 | Altar                    | Nigel Lean                                        |                          |
| 2014 | Paddington               | Guardia de seguridad de la Estación de Paddington |                          |
| 2015 | Captain Webb             | Profesor Fred Beckwith                            |                          |
| 2015 | The Bad Education Movie  | Oficial Rowe                                      |                          |
| 2015 | Aaaaaaaah!               | Smith                                             | Escritor/director        |
| 2016 | Brakes                   | John                                              |                          |
| 2016 | A Dark Song              | Joseph Solomon                                    |                          |
| 2017 | The Man You're Not       | Chico sin hogar                                   |                          |
| 2018 | We Can Be Heroes         | Tío Ian                                           |                          |
| 2018 | Tucked                   | Daryl                                             |                          |
| 2018 | In Fabric                | Clive                                             |                          |
| 2021 | El gran Maurice          | Gerald Hopkins                                    |                          |

### Televisión
| Año     | Título                                                        | Papel                          | Notas                             |
| ------- | ------------------------------------------------------------- | ------------------------------ | --------------------------------- |
| 2001    | People Like Us                                                | Policía/Ingeniero de sonido    |                                   |
| 2002    | Live Floor Show                                               | Mr Richards                    |                                   |
| 2002    | Hardware                                                      | Constructor                    |                                   |
| 2002    | Green Wing                                                    | Guardia de seguridad           |                                   |
| 2002    | Comedy Lab: Matthew & Tone: Tales of Friendship and Innocence | Tone                           |                                   |
| 2005    | Twisted Tales - Death Metal Chronicles                        | Detective Sergeant Jack Tanner |                                   |
| 2005    | Comedy Lab: Skin Deep                                         | Carl                           |                                   |
| 2006    | Suburban Shootout                                             | Plomero                        |                                   |
| 2006-07 | Tittybangbang                                                 | Varios personajes              |                                   |
| 2007    | Where are the Joneses                                         | Carston Whelk                  |                                   |
| 2007    | The Mighty Boosh                                              | Donni                          | The Strange Tale of the Crack Fox |
| 2008    | LifeSpam: My Child is French                                  | Varios personajes              |                                   |
| 2011    | Dick and Dom's Funny Business                                 | Profesor                       |                                   |
| 2011    | The Increasingly Poor Decisions of Todd Margaret              | Oficial Petty Hurt             |                                   |
| 2012    | Miranda                                                       | Policía                        |                                   |
| 2013    | Life's Too Short                                              | Paul Jacobs                    |                                   |
| 2013    | Heading Out                                                   | Daniel                         |                                   |
| 2013    | Wipers Times                                                  | Sargento Harris                |                                   |
| 2013    | NTSF:SD:SUV::                                                 | Mr Smyth                       |                                   |
| 2014    | The Job Lot                                                   | Keith Taylor                   |                                   |
| 2014    | The Secrets                                                   | Shaun                          | The Dilemma                       |
| 2014    | Noel Fielding's Luxury Comedy                                 | Terry                          | Serie 2 Episodio 2 Fantasy Block  |
| 2014    | Glue                                                          | George                         |                                   |
| 2016    | Midsomer Murders                                              | Nathan Tonev                   |                                   |
| 2016    | The Living and the Dead                                       | John Roebuck                   |                                   |
| 2017    | The Moorside                                                  | DC Alex Grummit                |                                   |
| 2017    | The End of the F***ing World                                  | Phil                           |                                   |
| 2018    | Death in Paradise                                             | Dean Shanks                    |                                   |
| 2021    | Doctor Who                                                    | Joseph Williamson              |                                   |

## Premios
British Independent Film Awards
| Año  | Categoría   | Trabajo Nominado | Resultado | Ref    |
| ---- | ----------- | ---------------- | --------- | ------ |
| 2012 | Mejor guion | Sightseers       | Ganador   | [ 16 ] |
| 2012 | Mejor actor | Sightseers       | Nominado  | [ 16 ] |

Festival de Cine de Sitges
| Año  | Categoría   | Trabajo Nominado | Resultado | Ref    |
| ---- | ----------- | ---------------- | --------- | ------ |
| 2012 | Mejor guion | Sightseers       | Ganador   | [ 17 ] |

Festival Internacional de Cine de Mar del Plata
| Año  | Categoría   | Trabajo Nominado | Resultado | Ref    |
| ---- | ----------- | ---------------- | --------- | ------ |
| 2012 | Mejor guion | Sightseers       | Ganador   | [ 18 ] |

London Critics' Circle Film Awards
| Año  | Categoría                         | Trabajo Nominado | Resultado | Ref |
| ---- | --------------------------------- | ---------------- | --------- | --- |
| 2013 | Por cineasta de ruptura británico | Sightseers       | Ganador   |     |
| 2013 | Actor británico del año           | Sightseers       | Nominado  |     |